# Port lotniczy Bochtar
Port lotniczy Bokhtar – międzynarodowy port lotniczy położony w Bochtar, w Tadżykistanie.

## Linie lotnicze i połączenia
- Saravia (Saratów)
- Tajik Air (Duszanbe, Moskwa-Domodiedowo, Biszkek, Ałmaty)